# Bagan Asahan Baru
Bagan Asahan Baru is een bestuurslaag in het regentschap Asahan van de provincie Noord-Sumatra, Indonesië. Bagan Asahan Baru telt 4643 inwoners (volkstelling 2010).